# Yul-myeon
Yul-myeon (koreanska: 율면)  är en socken i kommunen Icheon i provinsen Gyeonggi i den centrala delen av Sydkorea, 70 km sydost om huvudstaden Seoul. 